# Ehrwalder Sonnenspitze
Die Sonnenspitze, auch Ehrwalder Sonnenspitze, ist ein 2417 m ü. A. hoher Berg der Mieminger Kette in Tirol mit einem Nebengipfel, dem südlich vorgelagerten 2412 m hohen Signalgipfel. Die Ersteigung der Sonnenspitze zählt zu den beliebtesten Touren der Mieminger Kette.

## Lage
Die Sonnenspitze liegt südlich des Dorfes Ehrwald am nordwestlichsten Ende der Mieminger Kette. Im Westen liegt der Ort Biberwier, im Osten der 1657 m hoch gelegene Seebensee. Nach Süden hin schließt nach der Biberwierer Scharte (2000 m) der Wampete Schrofen (2520 m) an.

## Anstiege
Der Gipfel kann von der Coburger Hütte (1917 m) in leichter, aber teilweise exponierter Kletterei (Stellen UIAA II) über die Südseite erreicht werden. Der Weg ist markiert und vollständig mit Ständen und einigen Haken als Zwischensicherungen abgesichert. Teilweise sind die Markierungen schwer zu finden, weshalb ein guter Orientierungssinn für den Aufstieg erforderlich ist. Eine Querung ist mit einer kurzen Drahtseilversicherung ausgestattet. Oben angekommen ist noch ein sehr schmaler und exponierter Gipfelgrat zu queren, um zum Gipfelkreuz zu gelangen. Hierfür ist absolute Schwindelfreiheit erforderlich.
Ein weiterer Steig führt vom Seebensee über den Nordostrücken zum Gipfel. Er empfiehlt sich als Abstieg bei einer Überschreitung. Er führt über weite Strecken durch steile Grashänge, die obersten 100 Höhenmeter sind leichte Kletterei (Stellen UIAA II). Auch dieser Teil ist zum Teil sehr gut markiert und mit neuen Ständen abgesichert.
Über den Südgrat und durch die Westwand führen einige Kletterrouten.